# Cantonul Bricquebec
Cantonul Bricquebec este un canton din arondismentul Cherbourg-Octeville, departamentul Manche, regiunea Basse-Normandie, Franța.

## Comune
| Comune                 | Populație (1999) | Cod poștal | Cod INSEE |
| ---------------------- | ---------------- | ---------- | --------- |
| Breuville              | ...              | 50260      | 50079     |
| Bricquebec             | ...              | 50260      | 50082     |
| L'Étang-Bertrand       | ...              | 50260      | 50176     |
| Magneville             | ...              | 50260      | 50285     |
| Morville               | ...              | 50700      | 50360     |
| Négreville             | ...              | 50260      | 50369     |
| Les Perques            | ...              | 50260      | 50396     |
| Quettetot              | ...              | 50260      | 50418     |
| Rauville-la-Bigot      | ...              | 50260      | 50425     |
| Rocheville             | ...              | 50260      | 50435     |
| Saint-Martin-le-Hébert | ...              | 50260      | 50520     |
| Sottevast              | ...              | 50260      | 50579     |
| Le Valdécie            | ...              | 50260      | 50614     |
| Le Vrétot              | ...              | 50260      | 50646     |